# Francesco Lana de Terzi
Francesco Lana de Terzi (Brescia, Lombardía 1631 – 22 de febrero de 1687 Brescia, Lombardía) fue un jesuita italiano, matemático, naturalista y pionero aeronáutico. Habiendo sido profesor de física y matemáticas en Brescia, esbozó el concepto de la aeronave de vacío y ha sido conocido como el Padre de la Aeronáutica por sus esfuerzos pioneros, convirtiendo el campo de la aeronáutica en una ciencia estableciendo "una teoría de la navegación aérea verificada por la precisión matemática". También desarrolló la idea que se convirtió en el sistema Braille.

## Diseño de aeronave
En el año 1670, Francesco Lana de Terzi publicó un libro llamado Prodromo, incluyendo un capítulo titulado Saggio di alcune invenzione nuove premesso all'arte maestra, que contenía la descripción de un "barco volador". Animado por los experimentos de Otto von Guericke con los hemisferios de Magdeburgo, en el año 1663, Lana de Terzi había desarrollado la idea de un barco más ligero que el aire.

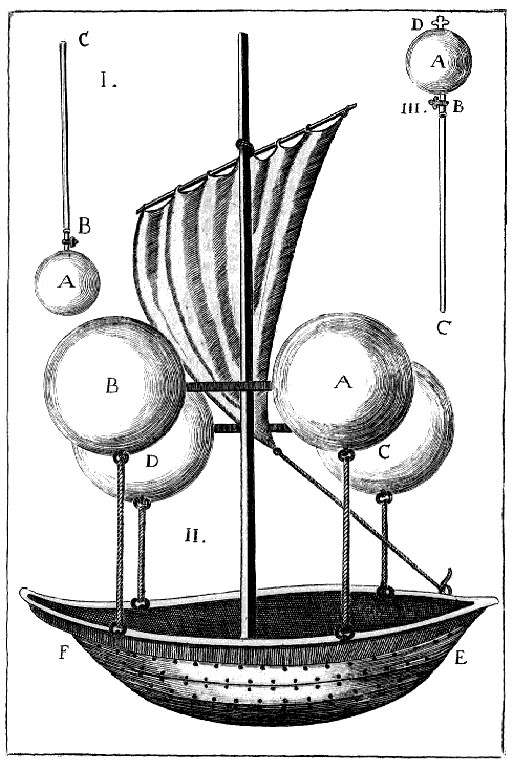
Concepto de barco volador de Francesco Lana de Terzi c.1670

Su diseño, que nunca se construyó, tenía un mástil central con una vela. Se dirigiría como un velero. Tenía cuatro mástiles unidas a esferas de cobre. La esferas tendría una capa de cobre muy fina y un diámetro de 7,5 metros. Terzi calculó que el peso de la esfera serían 180 kilogramos. También calculó que el aire de la esfera pesaría 290 kilogramos. Se extraería el aire de las esferas para crear un vacío, y cuando fueran más ligeras que el aire circundante, proporcionaría suficiente sustentación para 6 pasajeros.
Por entonces, nadie poseía la habilidad para fabricar una lámina tan fina de cobre, y por otra parte, la presión del aire circundante habría aplanado las esferas. Su idea nunca se comprobó en la práctica. Además, Francesco Lana de Terzi era consciente de que se podía utilizar como arma de guerra y atacar las ciudades desde el aire. Escribió "Dios nunca permita que se construya esta máquina...porque todo el mundo se daría cuenta de que nadie estaría a salvo de los ataques...pesas de hierro, bolas de fuego y bombas ser arrojadas desde gran altura".
El hecho de que una aeronave con esferas era imposible no se probó hasta 1710 por Gottfried William Leibniz. Aunque la conclusión de Leibniz se aplicaba a los materiales conocidos en la época, el descubrimiento del grafeno y los avances en su producción pueden hacer esta conclusión obsoleta. en el Museo Nacional Smithsonian del Aire y el Espacio en Washington D. C., se muestra un modelo de la invención de Lana de Terzi.

## Alfabeto para ciegos
En su libro Prodromo también introdujo un alfabeto nuevo de invención propia para la gente ciega. A diferencia de los sistemas de escritura anteriores, el alfabeto de Lana estaba basado en que no tenía que imitar la escritura a mano o impresa, sino que estaría basada en signos (guiones), que se podían reconocer por el tacto. El único detalle que impidió el éxito de la invención es que Lana no entendió que, al tacto, los puntos eran más fácilmente reconocibles que los guiones. El fránces Charles Barbier de la Serre lo intuyó años después y desarrolló el sistema de escritura para ciegos que lleva su nombre. Un discípulo de Barbier, Louis Braille, simplificó y perfeccionó el sistema Barbier creando el sistema Braille que se utiliza en la actualidad.